# Fernando Corbató
Fernando José Corbató (Oakland, 1 de julho de 1926 - Long Beach, 12 de julho de 2019) foi um informático estadunidense.
É conhecido principalmente como pioneiro em sistemas operacionais com tempo compartilhado.

## Obras selecionadas
- F. J. Corbató, M. M. Daggett, R. C. Daley, An Experimental Time-Sharing System (IFIPS 1962)
- F. J. Corbató (editor), The Compatible Time-Sharing System: A Programmer's Guide (M.I.T. Press, 1963)
- F. J. Corbató, V. A. Vyssotsky, Introduction and Overview of the Multics System (AFIPS 1965)
- F. J. Corbató, PL/I As a Tool for System Programming (Datamation, May 6 1969)
- F. J. Corbató, C. T. Clingen, J. H. Saltzer, Multics -- The First Seven Years (AFIPS, 1972)
- F. J. Corbató, C. T. Clingen, A Managerial View of the Multics System Development (Conference on Research Directions in Software Technology, Providence, Rhode Island, 1977)
- F. J. Corbató, On Building Systems That Will Fail (Turing Award Lecture, 1991)